# Der Schlüssel zu Rebecca
 Der Schlüssel zu Rebecca  (Original:  The Key to Rebecca ) ist ein 1982 im Gustav-Lübbe-Verlag erschienener Roman des  britischen Schriftstellers Ken Follett und war nach Die Nadel und Dreifach dessen dritter Bestseller in Folge. Erst dadurch begann Ken Follett selbst an seinen Erfolg als Schriftsteller zu glauben. Der Schlüssel zu Rebecca wurde 1985 unter der Regie von David Hemmings als Geheimcode: Rebecca für das Fernsehen verfilmt.

## Inhalt
Der Roman spielt im Jahr 1942 in Nordafrika. Der, in Kairo stationierte, deutsche Spion Wolff hat die Aufgabe, die englischen Pläne auszukundschaften und sie der deutschen Armee unter Rommel zu übermitteln, um der Wehrmacht den Weg nach Kairo zu bereiten.

## Entstehung
Während seiner Recherchen zum Buch Die Nadel stieß Follett auf die wahre Geschichte eines Spionagerings in Kairo, der 1942 einen Verschlüsselungscode benutzte, der auf dem Roman Rebecca (in der ersten deutschen Übersetzung: Rebekka) von Daphne du Maurier basierte. Auch im Buch versucht die Spionageabwehr, diesen „Rebekka-Code“ zu knacken.

## Kritik
„Ein authentischer Spionagefall, ein rasanter Handlungsablauf und eine ungewöhnliche erotische Dreiecksbeziehung ergeben einen Roman von dramatischer Dichte.“